# Uncontrolled Substance
Uncontrolled Substance è il primo album ufficiale di Inspectah Deck.

## Il disco
Il disco è incentrato sulle capacità tecniche di Inspectah Deck, supportato in pochi pezzi dai suoi compagni del Wu-Tang Clan e dagli affiliati del gruppo. Tematica principale del disco è la vita vissuta per le strade di New York, da sempre parte integrante dell'immaginario del Wu-Tang Clan.
Prodotto in gran parte da Inspectah Deck stesso, "Uncontrolled Substance" è influenzato dalla musica soul e dal funk anni settanta.
Nonostante non abbia avuto grande successo commerciale, "Uncontrolled Substance" ha ricevuto diverse recensioni positive. È dedicato a Frank Hunter, padre di Inspectah Deck.

## Tracce
1. Intro
2. Movas & Shakers
3. 9th Chamber (feat. LA The Darkman, Beretta 9, Killa Sin & Street Life)
4. Uncontrolled Substance (feat. Shadii)
5. Femme Fatale
6. The Grand Prix (feat. U-God & Street Life)
7. Forget Me Not
8. Longevity (feat. U-God)
9. Word On The Street
10. Elevation
11. Lovin You (feat. LA The Darkman)
12. Trouble Man (feat. Vinia Mojica)
13. R.E.C. Room
14. Friction (feat. Masta Killa)
15. Hyperdemix
16. Show N Prove
17. The Cause (feat. Street Life)